# Cristina Comencini
Cristina Comencini (ur. 8 maja 1956 w Rzymie) – włoska pisarka, reżyserka i scenarzystka filmowa, autorka sztuk teatralnych. Znakiem rozpoznawczym jej licznych powieści i filmów są wielowymiarowe i wyraziste postaci kobiece.

## Życiorys
Jedna z czterech córek reżysera Luigiego Comenciniego, mistrza włoskiej komedii filmowej. Siostra reżyserki Franceski Comencini, scenografki Paoli Comencini i kierowniczki produkcji Eleonory Comencini. Uczęszczała do francuskojęzycznego Lycée Chateaubriand w Rzymie, a następnie studiowała ekonomię na Uniwersytecie „La Sapienza”.
Swoją karierę zawodową zaczęła od pisania prozy. Gdy jej opowiadanie dla dzieci spodobało się producentowi filmowemu, dokonała jego adaptacji na potrzeby filmu i sama stanęła za kamerą. W ten sposób powstał jej debiut Zoo (1988) z nastoletnią Asią Argento i Danielem Olbrychskim w rolach głównych.
Jej największym sukcesem był nakręcony na podstawie własnej powieści film Bestia w sercu (2005) z nagrodzoną Pucharem Volpiego na 62. MFF w Wenecji kreacją Giovanny Mezzogiorno. Obraz był nominowany do Oscara dla najlepszego filmu nieanglojęzycznego. 
W konkursie głównym na 68. MFF w Wenecji startował jej film Quando la notte (2011), powstały również na podstawie jej powieści. Obraz spotkał się z chłodnym przyjęciem publiczności i krytyki. Kolejny obraz Comencini, Włoski kochanek (2015), był swoistym hołdem reżyserki dla klasycznego włoskiego kina. Swoją ostatnią rolę w karierze zagrała w nim Virna Lisi.

## Życie prywatne
Jej pierwszym mężem był dziennikarz Fabio Calenda. Miała z nim dwoje dzieci: syna Carla (urodziła go, mając zaledwie 17 lat) i córkę Giulię. Carlo Calenda został znanym włoskim politykiem i pełnił m.in. funkcję ministra rozwoju gospodarczego (2016–2018). Giulia poszła zaś w ślady matki i została scenarzystką.
Po rozwodzie z Calendą Comencini w 2001 poślubiła producenta filmowego Riccarda Tozziego. Para ma syna Luigiego.